# Undeadable
 (juin 2022).
Si vous disposez d'ouvrages ou d'articles de référence ou si vous connaissez des sites web de qualité traitant du thème abordé ici, merci de compléter l'article en donnant les références utiles à sa vérifiabilité et en les liant à la section « Notes et références ».
Undeadable - Dead...but not buried est un 2007 film indépendant, écrit et réalisé par Markus Haage, prenant place dans un futur fictionnel après une attaque de zombie, le film a été produit sans aucune aide professionnelle sur une période d'environ trois ans.

## Synopsis
Le film prend place dans un monde où la société est habituée à vivre dans la peur constante d'une attaque de zombie, chaque personne décédée deviendra automatiquement un zombie : papies, mamies, mères, pères, sœurs, frères... nul n'est épargné. Aujourd'hui les maisons de retraites engagent des infirmières armées de fusils à pompes. Des lieux spéciaux ont été créés pour les morts vivants appelées Zom-Biotops, originellement créés pour que les scientifiques puissent étudier l'attitude des zombies, bien sûr les médias sont en constantes recherches d'images sur le phénomène zombie et vont même jusqu'à constamment changer leur programmes. Il y a également une ligue de basket-ball appelé la ZOM-B-A ou encore des shows qui apprennent aux enfants comment réagir en cas d'attaque de zombie et puis des films de propagande créés par le gouvernement. La majeure partie du film met en scène une bande de chasseurs de zombie indépendants appelés T.A.N.K (TEAM AGAINST NECROMANTIC KRISIS) . S’ils atteignent leur objectif ils seront promus au service civil et seront automatiquement sans emplois, car le gouvernement qui utilise la menace zombie pour ses plans de répression veut prendre le contrôle de chaque équipe de chasseur indépendant et veut créer une unité d'élite entièrement contrôlée par le gouvernement. Mais la menace zombie n'existe plus véritablement puisque chaque personne décédée se fera automatiquement couper la tête, Un service par ailleurs proposé par de puissants entrepreneurs. LA T.A.N.K team décide alors de pénétrer le ZOM-BIOTOP. Une zone désertique créée pour étudier le comportement des zombies il y a des années, ici ils essaieront de tuer suffisamment de zombies... mais à travers leur attitude déraisonnée ils s'enfonceront plus profondément dans les ennuis....

## Fiche technique
- Titre : Undeadable - Dead...but not buried
- Titre original : Undeadable - Dead...but not buried
- Réalisation : Markus Haage
- Scénario : Markus Haage
- Montage : Markus Haage
- Photographie : Markus Haage
- Musique : Succubitch
- Pays :  Allemagne
- Lieux de tournage : 
  - Wendessen ( Allemagne)
  - Schöningen ( Allemagne)
  - Büddenstedt ( Allemagne)
  - Hanovre ( Allemagne)
  -  Berlin ( Allemagne)
- Genre : comique-gore
- Durée : 85 minutes
- Budget : 8000 €

## Projections
Un pré montage du film a été projeté au Helmstedter filmfestival le 3 mars 2007.

## Distribution
- Jörn Höpfner - Heckler
- Fabian Gruba - Schneider
- Oliver Meier - Heiko
- Jan Prill - Koch
- Nils Krawolitzki - Herr AK 47
- Torben Utecht - Zombie
- Martin Haim - Zombie
- Markus Haage - Luger

## Anecdote
- Le film a été entièrement financé par son réalisateur Markus Haage qui a dû vendre la majeure partie de son énorme collection cinématographique pour pouvoir financer son projet

- Les acteurs incarnant les personnages de AK-47 et Haiko ont été remplacés par deux fois

- Il a fallu trois ans pour finir le film, le premier jet a été écrit en mai 2004.

- Le très faible budget de 8 000 euros est dû à la volonté du réalisateur de tout faire de manière bricolé, l'argent n'a été investi que dans ce qui n'était qu'absolument indispensable.